# التهاب در حومه شهر
التهاب در حومه شهر (ایتالیایی: Calore in provincia) یک فیلم کمدی ایتالیایی به کارگردانی روبرتو بیانکی مونترو است که در سال ۱۹۷۵ منتشر شد.

## گزیدهٔ بازیگران
- اِنتسو مونته‌دورو
- پاتریتسیا گوری
- والریا فابریتسی
- فرانچسکو موله
- ونانتینو ونانتینی
- کارلا کالو
- لیندا سینی
- گابریلا لپوری
- رزماری لینت
- آنی کارول اِدِل